# Evergreen Terrace
Cet article concerne le groupe de metalcore. Pour l'adresse fictive de la famille Simpson à Springfield, voir 742 Evergreen Terrace.
Evergreen Terrace est un groupe de metalcore américain, originaire de Jacksonville, Floride. Formé en 1999, le nom du groupe s'inspire de l'adresse fictive dans laquelle réside famille Simpson de la série Les Simpson. Le cinquième album studio du groupe, Almost Home est commercialisé le 29 septembre 2009 au label Metal Blade Records. Leur sixième et dernier album en date, Dead Horses, est commercialisé le 10 décembre 2013.

## Biographie
Formé en 1999 à Jacksonville, en Floride, par Josh James (guitare), Andrew Carey (chant), Josh « Woody » Willis (guitare), Josh Smith (basse) et Christopher Brown (batterie), le groupe fait paraître son premier EP-démo et un split-EP. Huit mois après la création du groupe, Woody et Josh Smith sont remplacés par Craig Chaney (guitare/chant) et Jason Southwell (basse). En 2001, leur premier album studio, Losing All Hope Is Freedom est commercialisé au label Indianola Records le 31 juillet la même année. Sous le même label, ils y font paraître le split-EP avec le groupe xOne Fifthx, le 20 mai 2002, intitulé xOne Fifthx vs. Evergreen Terrace. Peu après la parution de cet EP, Josh James (guitare) rejoint xOne Fifthx et continue à jouer avec Evergreen Terrace.
Plus tard en 2002, ils signent avec le label Eulogy Recordings et fait paraître son second album studio, Burned Alive by Time le 26 novembre. Après de nombreuses soirées en tournée, ils font paraître l'album remplie de reprises musicales intitulée Writer's Block en février 2004. L'album inclut des chansons reprises de U2, Smashing Pumpkins, et Tears for Fears. En juillet la même année, ils font paraître At Our Worst, contenant des performances live, et des B-sides de Burned Alive by Time et 4 musiques de leur premier EP-démo. At Our Worst est distribué au label Hand of Hope Records, un label créé par le batteur Chris Brown et le directeur d'Eulogy, John Wylie. 2004 est également l'année durant laquelle Evergreen Terrace participe à nombre de tournées aux États-Unis et au Canada.
En 2005, ils font paraître un DVD live appelé Hotter! Wetter! Stickier! Funner!. La même année, ils font paraître leur troisième album studio, Sincerity Is an Easy Disguise in This Business, le 21 juin. Peu après, le batteur Christopher Brown quitte le groupe et se voit remplacer par Kyle Mims. Les années qui suivent, ils participent à des tournées dans le monde entier aux côtés de groupes tels que As I Lay Dying, Rise Against, et Hatebreed. En février 2007, ils signent au label High Impact Recordings, un sous-label de Metal Blade Records fondé par le chanteur du groupe As I Lay Dying, Tim Lambesis. Plus tard le 24 juin, leur quatrième album Wolfbiker est commercialisé. Par la suite, ils participent au Warped Tour 2008. En 2008, le groupe fait paraître Blowing Chunks contenant deux chansons non-parues de la session Wolfbiker, uniquement disponible sous formats vinyle et téléchargement. Le 25 septembre 2009, ils font paraître leur cinquième album, Almost Home, avec quelques apparitions de Tim Lambesis sur la musique God Rocky, Is This Your Face?. En décembre 2009, le groupe participe au Almost Homeless avec For the Fallen Dreams et Asking Alexandria.
En 2010, le groupe est fréquemment en tournée. En mars, ils font paraître leur reprise du titre Everlong des Foo Fighters. En mai, ils participent à la tournée Cheer Up Emu Kid en Australie, avec Casey Jones et Dropsaw. L'été la même année, ils jouent aux côtés de Caliban, Death Before Dishonor et As I Lay Dying au With Full Force en Allemagne. Décembre 2010, ils participent au Persistence Tour, avec Sick of it All, Casey Jones, Unearth et autres. Été 2011, Evergreen Terrace est en tournée avec Bury Your Dead, For the Fallen Dreams, entre autres. Printemps 2012, le groupe annonce sur sa page Facebook, le départ de Josh James pour le groupe Stick to Your Guns, l'arrivée de leur ancien bassiste Jason Southwell,, et leur séparation de Metal Blade Records. Ils signent par la suite un contrat au label Rise Records. Le 22 octobre 2013, le groupe annonce un sixième album, Dead Horses, par la suite commercialisé le 10 décembre 2013,. Ils sont annoncés pour le Persistence Tour en 2014.

## Membres

### Membres actuels
- Craig Chaney – guitare solo, chant clair (depuis 2000)
- Jason Southwell – basse (1999–2009, depuis 2012)
- Alex Varian – guitare, chant secondaire (depuis 2012), basse (2010–2012)
- Brad Moxey – batterie (depuis 2013)

### Anciens membres
- Joshua « Woody » Willis – guitare (1999–2000)
- Joshua Smith – basse (1999–2000)
- Christopher « Panama » Brown – batterie (1999–2005)
- Kyle « Butters » Mims – batterie (2005–2010)
- Josh  James – guitare, chant secondaire (1999–2012)
- Caleb James – batterie (2010–2013)
- Andrew « Drew » Carey – chant (1999-2015)

## Discographie

### Albums studio
- Losing All Hope Is Freedom
- Burned Alive by Time
- Sincerity Is an Easy Disguise in This Business
- Wolfbiker
- Almost Home
- Dead Horses

### EP, compilations et singles
- xOne Fifthx vs. Evergreen Terrace – EP (20 mai 2002)
- Writer's Block – album de reprises (17 février 2004)
- At Our Worst – B-sides & live (13 juillet 2004)
- Blowing Chunks – single 7" (28 juin 2008)
- Everlong – single (16 mars 2010)

## Vidéographie

### Clips
- New Friend Request (2005)
- Chaney Can’t Quite Riff Like Helmet's Page Hamilton (2007)
- Sending Signals (2010)
- Enemy Sex (2010)
- Mario Speedwagon (2010)

### DVD
- 2005 : Hotter! Wetter! Stickier! Funner!